# Castel Gaiano
Castel Gaiano (in tedesco Schloss Goyen) è un maniero privato situato nei dintorni di Merano risalente al XII secolo.

## Storia
Le prime notizie storiche del castello risalgono al 1294 quando era di proprietà dei signori di Scena. Nel 1371 fu ceduto a Oswald Milser von Klamm, da cui prende il nome una delle torri del castello. In seguito, nel 1384, fu venduto per 400 marchi bernesi ai cavalieri Hans von Starkenberg e Friedrich von Greifenstein. Nel 1422 il castello fu assediato dalle truppe mandate da Federico Tascavuota, capeggiate da Ulrich von Matsch che lo conquistarono senza gravi danni.

Nel 1444 ci fu un incendio e poco dopo il castello divenne di proprietà di Christoph Botsch. Nel 1498 i figli di Botsch, Gaudenz e Georg, furono ufficialmente riconosciuti come castellani dall'imperatore Massimiliano I e la loro famiglia mantenne la proprietà del castello fino al 1637 quando si estinse la linea di successione maschile. Seguirono i conti di Stachelburg finché anche in questo caso la linea di successione maschile non si estinse, con la morte di Johann Stachelburg durante l'insurrezione del Tirolo contro Napoleone.

Nel 1850 divenne di proprietà di Franz conte di Mohr che apportò dei miglioramenti colturali ai possedimenti del castello. Quindi divenne di proprietà di Josef Innerhofer, figlio dell'omonimo comandante della compagnia degli Schützen di Scena durante la battaglia del Bergisel. Nel 1890 fu venduto al dott. Ahrens di Amburgo e in seguito, nel 1927, al commerciante olandese Ludwig van Heek. Nel 1928/29 egli fece ristrutturare completamente il castello su progetto dell'architetto meranese Adalbert Erlebach, a cui dobbiamo l'aspetto attuale. Il nipote di van Heek è l'attuale proprietario.

## Struttura
Il castello si trova su una collina sulla riva orografica destra del rio Nova (Naifbach), alle pendici del picco Ivigna. È dominato da un mastio di forma rettangolare (cosa unica in Alto Adige) alto 20 metri con muri spessi 2 metri. Dalle fonti storiche sembra non abbia mai avuto merli. Il mastio è la parte più antica del castello: la muratura di pietre ben squadrate può far supporre un'origine romana, ma in realtà risale al XII secolo. Il mastio è circondato dalla prima cerchia muraria alta 9 metri, spessa 1 e posta alla distanza di 2/3 metri. Nel 1983 la parte nord crollò e non fu più ricostruita.

Lungo la seconda cerchia muraria si sviluppano gli edifici residenziali, di origine rinascimentale, e la seconda torre del castello, la torre Mils, alta 19 metri. Il loro aspetto esteriore è stato notevolmente modificato dal restauro del 1928 che ha inserito molte finestre e balconi prima inesistenti.

## Curiosità
Nel 1943/44 l'alto gerarca nazista Albert Speer soggiornò nel castello per curarsi.